# Liratilia isolata
Liratilia isolata är en snäckart som beskrevs av Dell 1956. Liratilia isolata ingår i släktet Liratilia och familjen Columbellidae. Inga underarter finns listade i Catalogue of Life.